# Nuhase
Nuhase, Nuhašše o Nuhassi va ser un principat de la zona a l'oest de l'Eufrates, a la regió d'Alep.
Cap a l'any 1500 aC Nuhase era un regne vassall (almenys nominalment) de Mitanni. A la meitat del segle xv aC el faraó Tuthmosis III va anar a la zona i va arribar fins a Karkemish. El rei de Nuhase se li va haver de sotmetre, però sens dubte a contracor perquè després de la conquesta egípcia de Cadeix, quant tothom felicitava al faraó, Nuhase es va revoltar i Tuthmosis va haver de tornar a la zona, sufocar la revolta, i instal·lar com a rei a Taku. Al cap d'uns quatre anys Nuhase tornava a estar revoltada.
Amb el tractat entre Mitanni i Egipte (segle xv aC) probablement aquest país es va dividir en dues parts, i així mentre un dels reis era vassall d'Egipte l'altre ho era de Mitanni.
Quan el rei Subiluliuma I va fer la seva primera campanya a Síria sobre l'any 1340 aC, després de portar al seu bàndol la ciutat i el regne d'Ugarit, va aconseguir que Nuhase, que tenia dos reis coneguts (Sarrupsi independent o vassall hurrita, i Addu-Nirari, vassall egipci). es decidis a posar-se al seu costat. Sarrupsi, probablement s'havia revoltat contra Mitanni (potser inicialment pensant en Egipte com a alternativa o potser a favor d'Artatama II, rei hurrita de l'orient). Però justament llavors Tushratta de Mitanni es va presentar a la zona amb el seu exèrcit que havia eludit donar batalla als hitites a Washukanni i s'havia replegat cap a Síria.
Sarrupsi es va veure amenaçat i va considerar prudent declarar-se vassall de Subiluliuma, que era a la vora i demanar-li auxili. Subiluliuma es va apoderar de Nuhase, o almenys de part. Trevor Bryce diu que va aconseguir portar-lo al seu costat, i el rei hitita va expulsar Tushratta de les seves possessions, just abans de conquerir Isuwa.
Però la ràpida resposta hitita no va aconseguir salvar Sarrupsi. Mentre els hitites expulsaven del país les tropes de Mitanni, Sarrupsi va morir assassinat per membres de la seva pròpia família, probablement perquè s'havia unit als hitites. Quan Subiluliuma va tronar a passar l'Eufrates després d'haver conquerit i saquejat Washukanni, la capital dels hurrites, Nuhase era altra vegada al costat dels enemics dels hitites., i Sarrupsi havia estat succeït per un altre rei, Addu-Nirari, segurament un membre de la família de Sarrupsi que es va declarar lleial a Mitanni. El seu regnat va ser curt. Subiluliuma va conquerir Nuhase i va combatre el rei Itur-Addu d'Alalakh i a Aki-Tesup de Niya, amb els que Addu-Nirari s'havia aliat. Els va vèncer i va traslladar a Hattusa tots els membres de les famílies reials, als que devia considerar responsables de la mort de Sarrupsi. Llavors va nomenar un home anomenat Takip-Sarri, aparentment seguidor lleial de Sarrupsi, per a que ocupés el tron d'Ukulzat, un principat de Nuhase, però probablement sota dependència de Khalap, d'on era rei Telepinus, un fill de Subiluliuma.
En temps de Mursilis II Tette, el governador de Nuhase, nomenat per Subiluliuma, va trencar el pacte d'aliança amb els hitites i va demanar l'ajuda del faraó d'Egipte, que llavors era Horemheb. El faraó va enviar ràpidament reforços per ajudar el rei rebel. Mursilis va delegar al seu germà Sarri-Kusuh virrei de Carquemix a sufocar la rebel·lió, cosa que va fer i va aconseguir també expulsar l'exèrcit egipci.